# Modelo de negocio
Un modelo de negocio es una "representación abstracta de una organización, ya sea de manera textual o gráfica, de todos los conceptos relacionados, acuerdos financieros, y el portafolio central de productos o servicios que la organización ofrece y ofrecerá con base en las acciones necesarias para alcanzar las metas y objetivos estratégicos." Esta definición de Al-Debei, indica que la propuesta de valor, la arquitectura de valor (infraestructura organizacional y tecnológica), valor financiero y valor de red son las dimensiones primarias de los modelos de negocio.
En la teoría y la práctica, el término modelo de negocio es utilizado para un amplio conjunto de descripciones que representan aspectos centrales de un negocio, entre ellos el propósito, proceso de negocio, mercado objetivo, las ofertas, estrategias, infraestructura, estructuras organizacionales, prácticas de comercio, procesos operacionales y las políticas. La literatura ha ofrecido diversas interpretaciones de los modelos de negocio. Por ejemplo, se suelen definir como diseños de las estructuras organizacionales para aprovechar una oportunidad comercial. Extensiones de ésta definición enfatizan en el uso de la coherencia en la descripción de los modelos de negocio.
Los modelos de negocio son utilizados para describir y clasificar negocios, específicamente en un contexto de emprendimiento, pero también se utiliza dentro de las empresas por los directivos para explorar las posibilidades de desarrollo en el futuro. Los modelos de negocio privados, y conocidos, pueden ser como "recetas" para los directivos. Los modelos de negocio también suelen ser mencionados en el contexto de la contaduría dentro del desarrollo de reportes públicos. 

## Historia
A lo largo de los siglos, los modelos de negocio se han vuelto más sofisticados. El modelo del cebo y el anzuelo fue introducido en el siglo XX. Esto involucra ofrecer un producto básico a un costo muy bajo y después realizar cargos recurrentes por servicios similares o recargas. Algunos ejemplos son: rastrillo (cebo) y repuestos (anzuelo); celulares (cebo) y tiempo facturable (anzuelo); impresoras (cebo) y los cartuchos (anzuelo);  cámaras (cebo) y el revelado (anzuelo). Una variante de este modelo es utilizada por Adobe, un desarrollador de software que regala el lector de documentos pero cobra por el editor. 
En la década de 1950, surgieron nuevos modelos de negocio con los restaurantes McDonald's y con Toyota. En la década de los 60's, los innovadores fueron e Wal-Mart y Hypermarkets. En los 70's, surgieron nuevos modelos con FedEx y Toys "R" Us; en los 80's, Blockbuster, The Home Depot, Intel, y Dell Computer; los 90's y 2000's con Southwest Airlines, Netflix, eBay, Amazon.com, Google, y Starbucks.
Hoy en día, los modelos de negocio dependen de cómo se usa la tecnología. Por ejemplo, los emprendedores en internet han creado nuevos modelos de negocio que dependen totalmente de las tecnologías emergentes. Al utilizar tecnología, los negocios pueden alcanzar un gran número de clientes con costos muy bajos. Además, el incremento del uso de la subcontratación y la globalización, ha significado que los modelos de negocio deben también buscar el financiamiento estratégico y moverse de complejas cadenas de suministro a otras estructuras.

## Conocimientos teóricos y empíricos de los modelos de negocio

### La lógica de diseño y coherencia narrativa
La lógica del diseño considera el modelo de negocio como el resultado de crear nuevas estructuras organizacionales o modificar las existentes para aprovechar nuevas oportunidades. Gerry George y Adam Bock (2011) entrevistaron a directivos para entender cómo percibían los conceptos clave de los modelos de negocio. En su análisis, mostraron que existe una lógica de diseño en la forma en que emprendedores y directivos interpretan y explican sus modelos. En 2012, usando estudios de caso y datos de encuestas de IBM, describieron cómo los CEOs y emprendedores crean narrativas coherentes para trasladar sus negocios de una oportunidad a otra. También demostraron que, cuando la narrativa carece de coherencia o sus componentes no están alineados, los negocios tienden al fracaso. Por ello, recomiendan formas en que los CEOs pueden construir narrativas sólidas para impulsar el cambio.

### Modelos de negocio entre empresas que se asocian
Hummel et al. (2010) encontraron que para escoger socios de negocios, es importante asegurarse que los modelos de negocio de ambas partes sean compatibles y complementarios Por ejemplo, encontraron que es importante identificar analizar los modelos de negocio de los socios potenciales y que es recomendable encontrar empresas que entiendan nuestro modelo de negocio.
La Universidad de Tennessee llevó a cabo investigación acerca de las relaciones colaborativas en los negocios. Los investigadores codificaron su investigación en un modelo conocido como Vested o Vested Outsourcing. Vested  es un híbrido en el cual los compradores o proveedores, dentro de una relación de subcontratación o "outsourcing", se enfocan en los valores y objetivos que comparten para crear una colaboración que es mutuamente benéfica.

## Categorización de modelos de negocio
A partir de 2012, algunos investigadores han estudiado el modelo de negocio líquido.

### Esquema V4 BM
Al-Debei y Avison (2010) V4 BM Framework - cuatro dimensiones principales que encapsulan 16 elementos.
- Propuesta de valor: esta dimensión implica que un modelo de negocio debe incluir la descripción de los productos y servicios que la organización ofrece u ofrecerá. Además, deberá describir los elementos de valor incorporados en la oferta, así como la naturaleza del mercado al cual va dirigida.
- Arquitectura de valor: incluye la arquitectura tecnológica, infraestructura organizacional, y sus configuraciones.
- Red de valor: dibuja la perspectiva red entre compañías.
- Finanzas de valor: información relacionada con costos, precios y estructura de ingresos.

### Cambio de modelos lineales a modelos de plataforma
Sangeet Paul Choudary (2013), distinguió entre dos familias de modelos de negocio en un artículo de Wired magazine. Choudhry contrasta el modelo lineal con el modelo de plataforma. En el primer caso, las firmas crean bienes o servicios y los sacan a la venta. El valor es producido y consumido de manera lineal, como agua corriendo por una cañería. El segundo modelo, de plataformas no solo crea productos y los lanza, sino que también permite que los usuarios creen y consuman valor.
Choudary, Van Alstyne y Parker, explicaron más a profundidad cómo los negocios están evolucionando de sistemas lineales a sistemas de plataformas, resultando en el cambio de industrias completas.

### Plataforma de modelo de negocio
Hay 3 elementos clave para un modelo de plataforma exitoso. La Caja de herramientas  crea una conexión que le facilita a otros conectarse a la plataforma. Esta infraestructura permite la interacción entre los participantes. El imán atrae a los participantes a la plataforma. Para las plataformas de transacciones, tanto los productores como los consumidores, deben estar presentes. El Matchmaker fomenta el flujo de valor por medio de las conexiones entre consumidores y productores.
Chen (2009), estableció que el modelo de negocio tiene que considerar las capacidades de la Web 2.0 como la inteligencia colectiva, los efectos en la red, el contenido generado por usuarios y la posibilidad de automejorar los sistemas. Sugirió que la industria de servicios como aerolíneas, tráfico, transporte, hoteles, restaurantes, información y tecnologías de comunicación, se podrán ver beneficiadas al adoptar modelos de negocio que adopten las capacidades de la Web 2.0. Dio el ejemplo de éxito de Amazon, quienes generan grandes ganancias por medio de una plataforma abierta que apoya a otras compañías.

## Aplicaciones
Malone et al., encontraron que algunos modelos de negocio se desempeñaban mejor que otros utilizando información de las principales empresas de Estados Unidos de 1998 a 2002.
El concepto de modelo de negocio ha sido incorporado en ciertos estándar de contabilidad. Por ejemplo, el IASB utiliza  "el modelo de negocio de una entidad para gestionar los activos financieros" como un criterio para determinar si esos activos deben medirse al costo amortizado o al valor razonable en su norma de contabilidad de instrumentos financieros. El Financial Accounting Standards Board, también propuso un uso similar del modelo de negocio para clasificar instrumentos financieros. El concepto de modelo de negocio también ha sido introducido en la contabilidad de los impuestos diferidos bajo los estándares International Financial Reporting Standards.

## Diseño de modelo de negocio
Diseño de modelos de negocio se refiere a la actividad de definir el modelo de una compañía. Es parte de los procesos de desarrollo y estrategia de negocios, e involucra métodos de diseño.

### Definiciones de modelo de negocio

#### Consideración económica
Al-Debei y Avison (2010), consideran el valor financiero como una de las principales dimensiones que los modelos de negocio deben incluir. Con información referente a costos, métodos para seleccionar precios y estructura de ingresos.  Stewart y Zhao (2000), definieron el modelo de negocio como "una declaración de cómo una empresa hará dinero y mantendrá su flujo de ingresos a lo largo del tiempo.’’

#### Consideración de componentes
Osterwalder et al. (2005), consideraron el modelo de negocio como el plano de cómo una empresa hace negocio. Slywotzky (1996), se refiere al modelo de negocio como ‘‘la totalidad de cómo una compañía selecciona a sus clientes, define y diferencia sus ofertas, define las actividades que llevará a cabo y aquellas que dará a subcontratación, configura sus recursos, crea utilidad para sus clientes y obtiene ingresos’’

#### Resultado estratégico
Mayo AndyBrown (1999), considera el modelo de negocio como "el diseño de sistemas clave independientes que crean y mantienen un negocio competitivo.’’

## Definiciones de desarrollo de modelo de negocio
Zott y Amit (2009), consideran el diseño de modelos de negocio desde ambas perspectivas (diseño de temas y diseño de contenido). Los temas de diseño hacen referencia a los conductores dominantes de creación de valor, y el contenido examina con mayor detalle las actividades a realizar, la vinculación y la secuencia con la que se llevarán a cabo las actividades.

### Diseño de temas con énfasis en el modelo de negocio
Desarrollando un esquema para un Desarrollo de Modelo de negocio, Lim (2010) propuso el modelo ESSO o Environment-Strategy-Structure-Operations  que toma en consideración el alineamiento de la estrategia de la organización con la estructura organizacional, las operaciones y los factores del ecosistema para poder alcanzar una ventaja competitiva de costo, calidad, tiempo, flexibilidad o innovación.

### Diseño de contenido con énfasis en el modelo de negocio
El diseño de modelos de negocio incluye el modelado y descripción de:
- Propuestas de valor
- Segmentos de mercado objetivo
- Canales de distribución
- Relaciones con los clientes
- Configuraciones de valor
- Capacidades centrales
- Red de socios
- Estructura de costos
- Modelo de ingresos

El diseño de modelo de negocio es distinto al modelado de negocios. El primero se refiere a definir la lógica de negocios de una compañía a nivel estratégico; mientras que el segundo, se enfoca en el diseño de los procesos del negocio a nivel operacional.  
Una plantilla de modelo de negocio puede facilitar el proceso de diseñar y describir el modelo de una compañía. 
Daas et al. (2012), desarrollaron un sistema de soporte a las decisiones (DSS) para el diseño de modelos de negocio. En su estudio desarrollaron un (DSS) para ayudar al modelo SaaS en este proceso, basados en un procesos guiado por varios métodos de diseño.

## Ejemplos de modelo de negocio
- Modelo de ladrillos y click

Modelo que integra tanto presencia offline como en línea. Un ejemplo es cuando alguna tienda permite realizar pedidos en línea, pero deja recogerlos en su tienda local.
- Modelos colectivos

Sistema de negocios compuesto por un número relativamente grande de negocios, comerciantes y profesionistas. De esta manera comparten recursos e información que provee beneficios para los miembros. Por ejemplo, un parque de ciencias o un campus de alta tecnología provee recursos compartidos a las empresas y busca crear una comunidad de innovación.
- Modelo de eliminación de intermediarios

Eliminar intermediarios en la cadena de suministros. En vez de acudir a los canales tradicionales de distribución, las compañías tratan con cada cliente directamente, por ejemplo, vía internet.
- Modelo de ventas directas

Ventas directas es anunciar y vender los productos directamente sin tener una localización fija. Suelen darse con demostraciones personales u otros arreglos personales. Una definición es: "La presentación directa, demostración y venta de productos o servicios a clientes, usualmente en sus casas o lugar de trabajo."
- Modelo de revender con valor agregado

Es un modelo en el cual un negocio revende algún producto, pero con ciertas modificaciones que le agregan valor al producto o servicio. Es un modelo colaborativo reciente que ha sido adoptado por compañías de software.
- Franquicias

Franquiciar es la práctica de utilizar el modelo de negocio de alguna otra compañía. Para el que vende las franquicias, es una alternativa para distribuir sus productos y ampliar su marca, sin tener que invertir.
- Modelo de abastecimiento

Es un modelo ligado a las relaciones de negocio donde más los participantes requieren trabajar con otros para tener éxito. Es la combinación de dos conceptos: el esquema de relación contractual con proveedores, y el modelo económico utilizado.
- Modelo Freemium

Este modelo ofrece servicio web básico de manera gratuita y cobra un monto por funciones adicionales.
- Paga lo que puedas (PWYC): puede ser con fines o sin fines de lucro, es un modelo que no fija los precios de los bienes, sino que le pide al cliente que pague lo que siente que el producto o servicio vale para ellos.[33][34][35] Es utilizado comúnmente como táctica promocional.[36] Depende en la reciprocidad y la confianza en el éxito.

Otros ejemplos de modelos de negocio son:
- El modelo de negocio de suscripción
- El modelo de negocio de cebo y anzuelo
- El modelo de negocio de Esquema de pirámide
- El modelo de negocio de marketing multinivel
- El modelo de negocio de los efectos en red
- El modelo de negocio monopolístico
- El modelo de negocio de subasta
- El modelo de negocio de subasta electrónica
- El modelo de negocio de competencias
- Los modelos de negocio de fidelización
- El modelo C2B, «del consumidor al negocio».

## Esquemas de modelo de negocio
Comunidades centradas en la tecnología, han definido esquemas para modelar negocios. Estos esquemas intentan definir un enfoque riguroso acerca del valor del negocio. No se sabe con certeza qué tan importantes son en realidad esos esquemas para la planeación de negocios. Los esquemas representan los aspectos centrales de cualquier empresa, involucran el "cómo una empresa selecciona sus clientes, cómo define y diferencia sus ofertas,  labores que desarrollará y las que dará a subcontratación.. crea utilidad para los clientes y obtiene ganancias”. Un esquema de negocios involucra factores internos (análisis de mercado; promoción de productos y servicios; desarrollo de confianza; influencia social) y factores externos (competencia y factores tecnológicos).
Una reseña de los esquemas de modelo de negocio se pueden encontrar en Krumeich et al. (2012). Algunos esquemas son:
- Modelo de referencia de negocios

Es un modelo de referencia que se concentra en los aspectos de arquitectura de negocios de una empresa, organización u agencia gubernamental.
- Modelo de negocio por componentes

Técnica desarrollada por IBM para modelar y analizar a una empresa. Es una representación lógica o un mapa de los componentes de un negocio o "bloques: y puede ser representada en una sola página. Puede ser utilizada para analizar la alineación de la estrategia de la empresa con las capacidades e inversiones de la organización y para identificar capacidades redundantes.
- Modelo de industrialización de servicios

Modelo de negocio utilizado en la gestión estratégica y en la mercadotecnia de servicios que trata al servicio como un proceso industrial y por lo tanto está sujeto a procedimientos de optimización.
- Esquema de modelo de negocio

Desarrollado por Osterwalder, Yves Pigneur, Alan Smith, y 470 practicantes de 45 países, el esquema de modelo de negocio es uno de los esquemas más utilizados.

## Conceptos Relacionados
El proceso de diseño de modelos de negocio es parte de la estrategia de negocios. El diseño de modelo de negocio e innovación se refiere a como una empresa (o red de empresas) definen su lógica de negocios a nivel estratégico.
En contraste, empresas implementan sus modelos de negocio a nivel operational a través de las operaciones de negocio. Esto se refiere a las actividades, procesos, capacidades, funciones, infraestructura, estructura organizacional, recursos humanos y sistemas. 
Consecuentemente, un modelo operacionalmente viable requiere una alineación lateral con las operaciones de negocios.
La marca es una consecuencia del modelo de negocio y tiene una relación simbólica con este mismo ya que el modelo de negocio determina la misión de la marca, y la marca se convierte en parte del modelo. Gestionar esto es una tarea del marketing integrado.
La terminología estándar y los ejemplos de modelos de negocio no aplican para la mayoría de las organizaciones sin fines de lucro, ya que sus fuentes de ingreso no son las mismas. En vez, se utiliza el término modelo de fondos
El modelo está definido por la visión, misión y valores de la organización así como sus límites. —Que productos va a ofrecer, a que clientes o mercado se va a dirigir, y que canales de abastecimiento y distribución va a utilizar. El modelo de negocio incluye estrategias de alto nivel y dirección táctica así como implementación eficiente. También incluye los objetivos y metas anuales que marcan los pasos específicos que la organización requiere tomar en el próximo año para alcanzar los resultados esperados. Es probable que toda esta información se encuentra en documentación interna y está disponible para los auditores internos. 